# Tretorn
 Denne artikel omhandler planten tretorn. Opslagsordet har også en anden betydning, se Tretorn Sweden AB.
Tretorn (Gleditsia) er en planteslægt, der er udbredt i Østasien og Nordamerika. Det er løvfældende træer med uligefinnede blade og blomster i små klaser. Tretorn har som alle i familien symbiose med knoldbakterier, der stiller ammoniumkvælstof til rådighed for træet. Her omtales kun den ene art, som kan dyrkes i Danmark.
| Beskrevne arter |

- Almindelig Tretorn (Gleditsia triacanthos)

| Andre arter |

- Gleditsia amorphoides
- Gleditsia aquatica
- Gleditsia australis
- Gleditsia caspica
- Gleditsia fera
- Gleditsia japonica
- Gleditsia microphylla
- Gleditsia sinensis